# Fellodistomum phrissovum
Fellodistomum phrissovum är en plattmaskart. Fellodistomum phrissovum ingår i släktet Fellodistomum, och familjen Fellodistomatidae. Inga underarter finns listade.